# Hermann Graf Keyserling
Hermann Alexander Graf Keyserling (Livonia, Imperio ruso, 20 de julio de 1880 - Innsbruck, Tirol, Austria, 26 de abril de 1946) fue un filósofo alemán báltico. Su obra más conocida fue Diario de viaje de un filósofo.

## Biografía
Nació en el seno de una familia aristocrática en Konno, en el condado de Pärnu, Livonia (Imperio ruso), en lo que actualmente es Estonia. Luego de estudiar en las universidades de Dorpat (Tartu), Heidelberg y Viena, efectuó un viaje alrededor del mundo. Hermann Keyserling se interesó por las ciencias naturales y la filosofía, y antes de la Primera Guerra Mundial estudiaba geología y era un destacado ensayista popular. Fue discípulo de Houston Stewart Chamberlain, Rudolf Kassner y Wolkoff Muromtzeff.

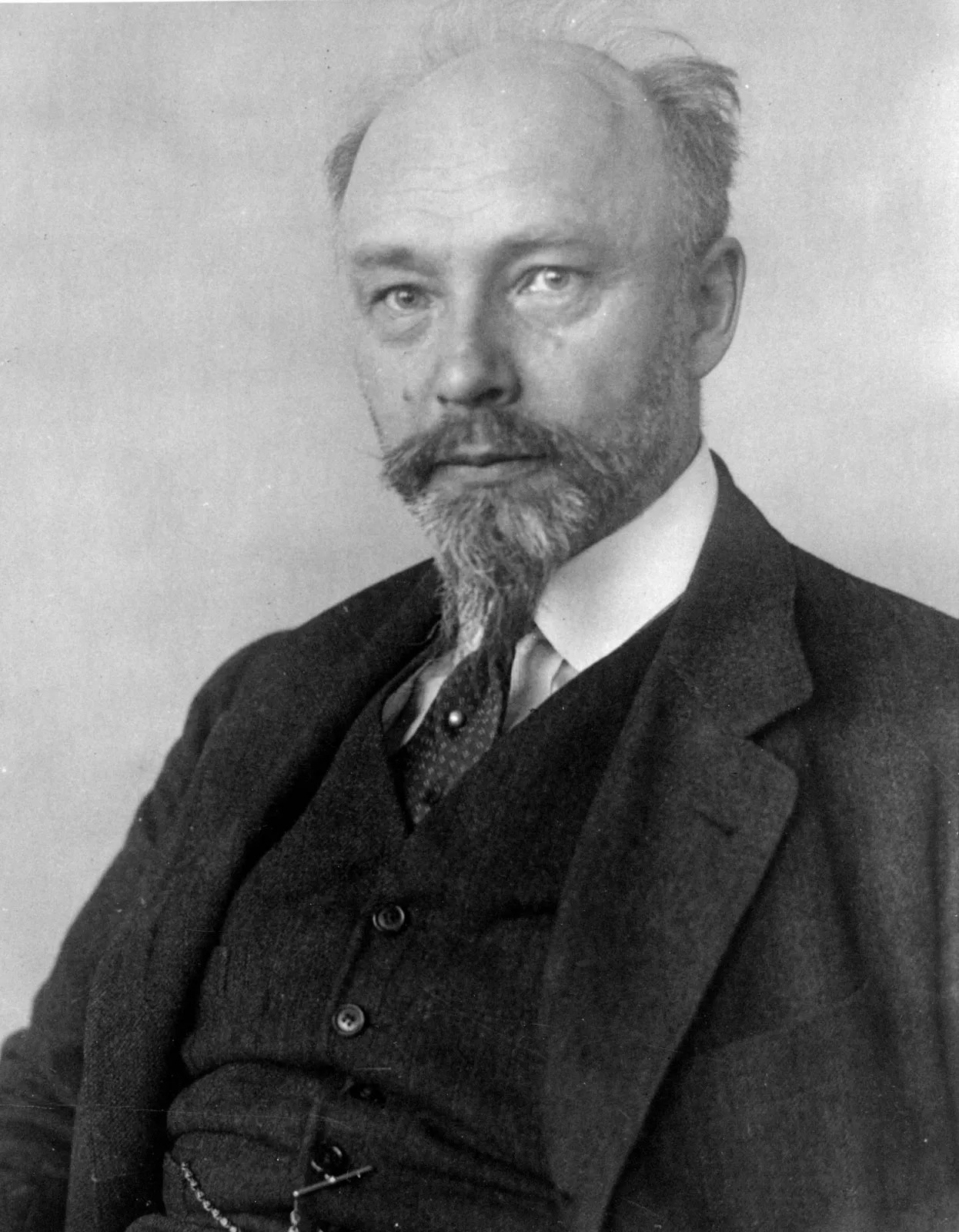
Keyserling.

La Revolución Rusa lo privó de su finca de Livonia y su nacionalidad rusa, y con lo que quedaba de su fortuna fundó la Gesellschaft für Freie Philosophie (Sociedad para la Filosofía Libre) en Darmstadt y una revista que ejerció gran influencia sobre la vida cultural de Europa. La misión de esta escuela era lograr la reorientación intelectual de Alemania. Se mudó a Alemania, donde se casó en 1919 con María Goedela von Bismarck-Schönhausen, nieta de Otto von Bismarck, y tuvo un hijo: Arnold Keyserling, que siguió los pasos de su padre y se convirtió en un reconocido filósofo. En 1920 fundó en Darmstadt, bajo el mecenazgo del Gran Duque Ernst Ludwig de Hesse, una Escuela de la Sabiduría (Schule der Weisheit), un centro de alta cultura.
Aunque no fue un pacifista doctrinario, Keyserling creyó que la vieja política del militarismo alemán había muerto para siempre y que la única esperanza de Alemania estaba en la adopción de principios democráticos internacionales. Keyserling fue una de las personalidades más relevantes de la cultura europea de su tiempo. Su obra más conocida es Diario de viaje de un filósofo (1925), que describe sus viajes por Asia, América y Europa del Sur y establece importantes comparaciones entre pueblos, culturas y filosofías.
A partir de 1927 viajó ofreciendo conferencias en los centros culturales de Europa. Su relación con el gobierno alemán fue conflictiva a partir del surgimiento del nazismo, motivo por el cual durante la Segunda Guerra Mundial se retiró al castillo de los Bismarck en Schönhausen der Elbe y ante el avance de las fuerzas soviéticas, huyó a Austria.
Falleció en 1946 a los 65 años en Innsbruck, Austria. Posteriormente fueron editadas sus memorias.

## Obras (selección)

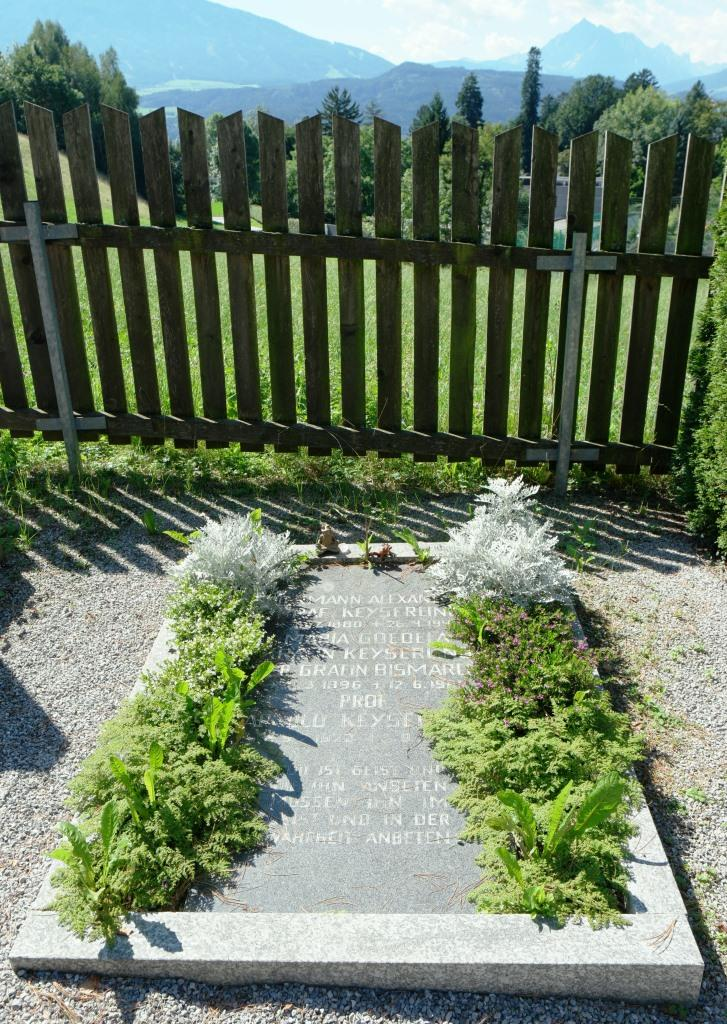
Tumba de Hermann Keyserling.

### Ediciones originales
- Das Gefüge der Welt. Versuch einer kritischen Philosophie. Bruckmann, München 1906 (online)
- Unsterblichkeit. Eine Kritik der Beziehungen zwischen Naturgeschehen und menschlicher Vorstellungswelt. Lehmann, München 1907 (online)
- Individuum und Zeitgeist. Kluge und Ströhm, Reval 1909
- Prolegomena zur Naturphilosophie. Lehmann, München 1910 (online)
- Schopenhauer als Verbilder. Eckardt, Leipzig 1910
- Zwei Reden. Jonck und Poliewsky, Riga 1911 (enthält: Germanische und romanische Kultur, Vom Interesse der Geschichte)
- Über die innere Beziehung zwischen den Kulturproblemen des Orients und des Okzidents. Diederichs, Jena 1913
- Was uns not tut. Was ich will. Reichl, Darmstadt 1919
- Das Reisetagebuch eines Philosophen. Zwei Bände, Reichl, Darmstadt 1919, Neuauflage: Reichl, St. Goar 2000, ISBN 978-3-87667-246-5 (online)
- Philosophie als Kunst. Reichl, Darmstadt 1920 (online)
- Politik, Wirtschaft, Weisheit. Reichl, Darmstadt 1922 (online)
- Schöpferische Erkenntnis. Einführung in die Schule der Weisheit. Reichl, Darmstadt 1922 (online, online im Internet Archive)
- Die neuentstehende Welt. Reichl, Darmstadt 1926 (online)
- Menschen als Sinnbilder. Reichl, Darmstadt 1926 (enthält: Von der Produktivität des Unzulänglichen, Schopenhauer als Verbilder, Spengler der Tatsachenmensch, Kant der Sinneserfasser, Jesus der Magier; online)
- Wiedergeburt. Reichl, Darmstadt 1927 (online)
- Das Spektrum Europas. Deutsche Verlagsanstalt, Berlin/Stuttgart 1928 (online)
- America set free. Harper, New York 1929; deutsch Amerika, der Aufgang einer neuen Welt. Deutsche Verlagsanstalt, Berlin/Stuttgart 1930 (online)
- Südamerikanische Meditationen. Deutsche Verlagsanstalt, Berlin/Stuttgart 1932 (online)
- La Vie Intime. Essais Proximistes. Stock, Paris 1933 (nur französisch)
- La Révolution Mondiale et la Responsabilité de l'Esprit. Stock, Paris 1934 (nur französisch)
- Sur l'Art de la Vie. Stock, Paris 1936 (nur französisch)
- Das Buch vom persönlichen Leben. Deutsche Verlagsanstalt, Berlin/Stuttgart 1936 (online)
- De la Souffrance à la Plénitude. Stock, Paris 1938 (nur französisch)
- Betrachtungen der Stille und Besinnlichkeit. Diederichs, Jena 1941 (online)
- Das Buch vom Ursprung. Bühler, Baden-Baden 1947 (online)
- Reise durch die Zeit (online)
  - Band 1: Ursprünge und Entfaltungen. Hrsg. von Goedela Gräfin Keyserling-Bismarck, Die Palme, Innsbruck 1948 (online)
  - Band 2: Abenteuer der Seele. Hrsg. vom Keyserling-Archiv, Holle, Darmstadt 1958 (online)
  - Band 3: Wandel der Reiche. Hrsg. vom Keyserling-Archiv, Verlag der Palme, Innsbruck 1963 (online)
- Kritik des Denkens. Die erkenntniskritischen Grundlagen der Sinnesprobleme. Hrsg. vom Keyserling-Archiv, Die Palme, Innsbruck 1948 (online)

### Como editor
- Der Leuchter. Weltanschauung und Lebensgestaltung (Zeitschrift), 1919 ff.
- Der Weg zur Vollendung. Mitteilungen der „Schule der Weisheit“ (Zeitschrift), 1920 ff.
- Das Ehebuch. Eine neue Sinngebung im Zusammenklang der Stimmen führender Zeitgenossen, Niels Kampmann, Celle o. J. (= 1925)
- Mensch und Erde (= Der Leuchter, Bd. 8), Reichl, Darmstadt 1927

## Edición en castellano
- Diario de viaje de un filósofo. Traducción Manuel García Morente, colección El jardín de Epicuro. Hermida Editores. 2021. ISBN 978-84-122280-7-6.

Sobre Keyserling
- Jung, Carl Gustav (2001, 2014). Obra completa de Carl Gustav Jung. Volumen 10: Civilización en transición. Traducción Carlos Martín Ramírez. Madrid: Editorial Trotta. ISBN 978-84-8164-405-0/ ISBN 978-84-8164-403-6.

1. 20. El amanecer de un mundo nuevo. Reseña del libro de H. Keyserling: Amerika. Der Aufgang einer neuen Welt (1930).
2. 21. Reseña de H. Keyserling La révolution mondiale et la responsabilité de l'esprit (1934).